# Relaciones Marruecos-Reino Unido
Las Relaciones Marruecos-Reino Unido son las relaciones diplomáticas entre el Reino de Marruecos y el Reino Unido de Gran Bretaña e Irlanda del Norte, las cuales pueden remontarse hasta el siglo XVI entre los entonces reinos de Inglaterra y de Fez.
Actualmente las relaciones comerciales de ambos países suponen un intercambio de más de un millardo de libras esterlinas desde 2012.

## Historia

### Primeros intercambios
La primera prueba que muestra el conocimiento de las islas británicas en el Magreb se encuentra en la obra cartográfica Libro de Rogerio de Al-Idrisi, un viajero almorávide establecido en la corte de Roger II de Sicilia durante el siglo XII.
Según la Abbreviatio chronicorum (o Historia minor) de Mateo de París, en el comienzo del siglo XIII, el rey Juan I de Inglaterra envió una embajada al sultán almohade Muhámmad an-Násir, pidiendo apoyo militar y una alianza contra Francia. En Inglaterra, el rey Juan se enfrentaba a una situación difícil, en la cual sus barones se rebelaron contra él, también, fue excomulgado por el papa Inocencio III, y Francia estaba amenazando con una invasión. La embajada de tres fue liderada por el obispo Roger, el rey Juan habría ofrecido convertirse al Islam y pagar un tributo a an-Násir a cambio de su ayuda, an-Násir habría rechazado la oferta. Historiadores posteriores han sugerido que esta historia y otras escritas por otro monje de la abadía de San Albano, Roger de Wendover, parecen ser falsas, habiendo sido escritas tras la muerte del rey Juan, en una interpretación ya negativa de la figura de ese monarca.

### Alianza anglo-marroquí
Las relaciones comenzaron a desenvolverse con la travesía de The Lion a Marruecos en 1551. Según Richard Hakluyt, citando a Edmund Hogan, el gobernante «Abdelmelech» (Abu Marwan Abd al-Malik I) dio a luz a un cariño más grande a nuestra nación que a otras por nuestra religión, que prohíbe la adoración de ídolos.
En 1585, el establecimiento de la Compañía Inglesa de Berbería, el comercio entre Inglaterra y Berbería, especialmente, Marruecos. Relaciones diplomáticas y una alianza fue establecida entre Isabel y Berbería. La Reina Isabel envió a su ministro, Robert Dudley, al emperador marroquí Ahmad al-Mansur para acudir a Marruecos y obtener ventajas para los comerciantes ingleses.
Inglaterra entró en una relación comercial con Marruecos en detrimento de España, vendiendo armadura, municiones, madera y metal a cambio de azúcar marroquí, a pesar de una prohibición papal, incitando al nuncio apostólico en España a decir de Isabel I: no hay mal que no sea ideado por esa mujer, que, es perfectamente claro, socorrió a Marruecos (Abd al-Malik I) con armas, y especialmente con artillería.

### Embajada de 1600

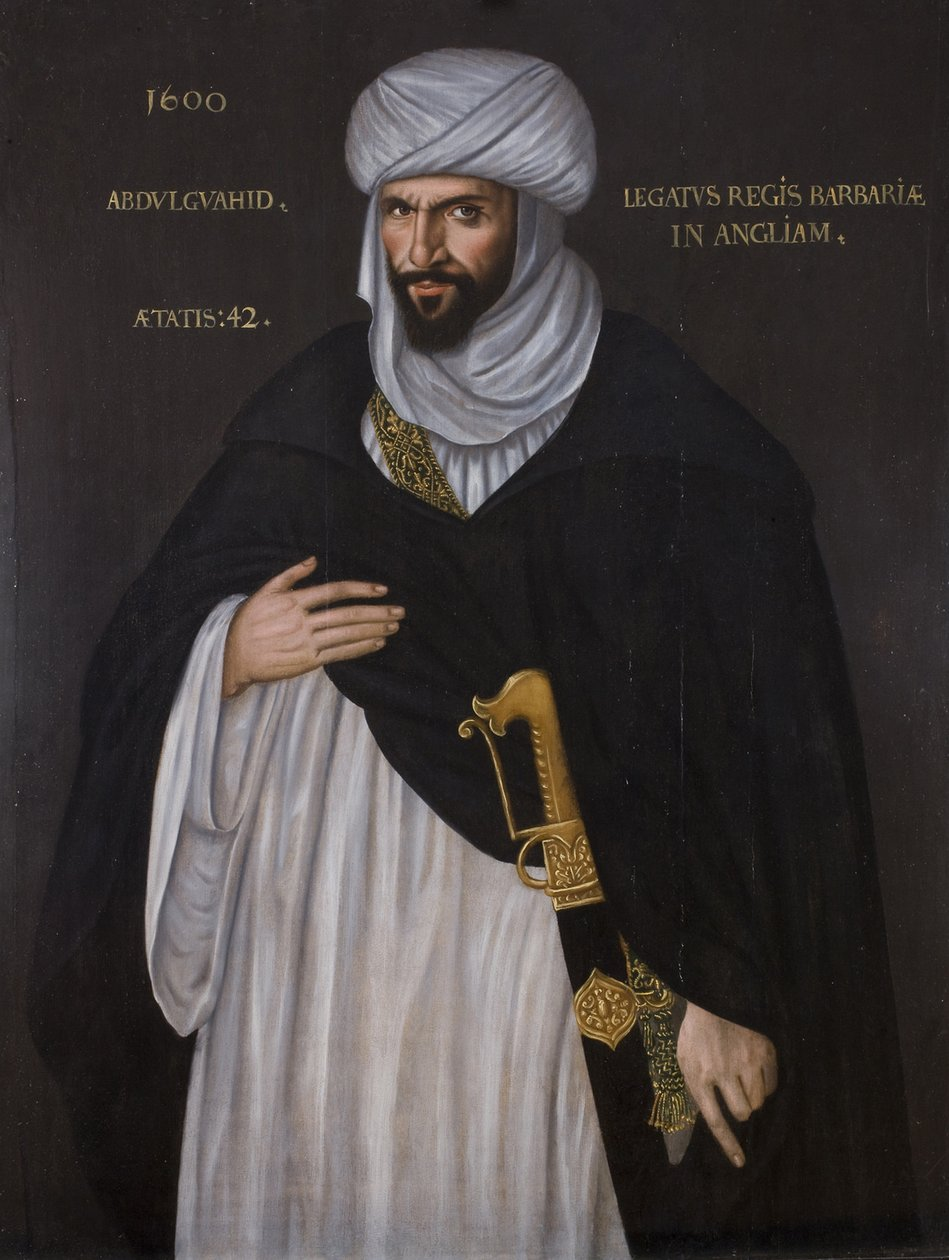
Abd el-Ouahed ben Messaoud, embajador marroquí en la corte de la Reina Isabel I de Inglaterra en 1600

En 1600, Abd el-Ouahed ben Messaoud, el principal secretario del sultán marroquí Ahmad al-Mansur, visitó Inglaterra como embajador en la corte de la Reina Isabel I. Abd al-Wahid bin Mas'ud estuvo seis meses en la corte de Isabel para negociar una alianza en contra de España. El gobernante marroquí quería la ayuda de una flota inglesa para invadir España, Isabel rechazó la oferta, pero le dio la bienvenida a la embajada como signo de seguridad, y en vez de eso aceptó establecer acuerdos comerciales. La reina Isabel y el rey Ahmad continuaron discutiendo varios planes para operaciones militares combinadas, con Isabel pidiendo un pago de 100 000 libras al rey Ahmad para proveerle una flota, y Ahmad pidiendo que un barco alto sea enviado para dar el dinero. Sin embargo, las discusiones terminaron inconclusas, y los dos gobernantes murieron 2 años después de la embajada.

### Después de la embajada de 1600
La guarnición inglesa de la colonia de Tánger casi siempre era atacada por locales que se consideraban a sí mismos muyahidines luchando en una guerra santa. El Conde de Teviot y otros 470 miembros de la guarnición fueron asesinados en una emboscada al lado de la colina de los judíos. Aunque el intento del sultán Ismaíl de Marruecos de apoderarse de Tánger había sido un fracaso, un bloqueo paralizante por los Jaysh al-Rifi forzaron a los ingleses a retirarse.
En 1722, los reinos de Inglaterra y de Marruecos firmaron su primer tratado de comercio bilateral en unas circunstancias propiciadas por el control del comercio en el mediterráneo controlado por España tras la guerra de secesión y pugnado por un imperio otomano que volvía a querer reforzar su influencia hacia Europa en la conocida como era de los tulipanes.

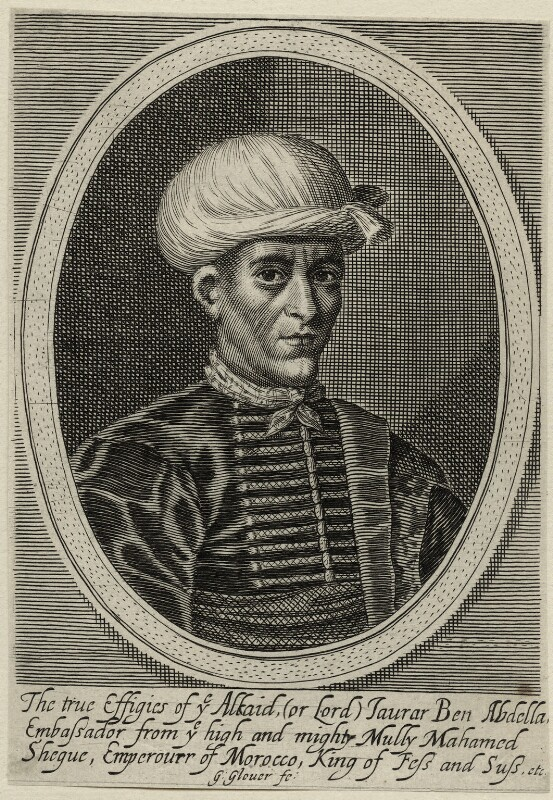
Embajador Jawdar, 1637.

## Embajada marroquí
La embajada marroquí está localizada en Londres.
- Embajador Hakim Hajoui.[15]

## Embajada británica
La embajada británica está localizada en Rabat.
- Embajador Simon Martin.[16]